# Solange Kwarmba
Solange Kwarmba, née le 5 novembre 1980 à Mokolo dans la région de l’Extrême Nord (Cameroun), est une femme politique camerounaise et députée de la IXe législature camerounaise.

## Biographie

### Origines et Formation
Solange Kwarmba est originaire de Mogodé.
Titulaire d'un DEA d'Histoire obtenu en 2008 à l'université de Ngaounderé, elle est admise à l'École normale supérieure de Maroua dont elle fait partie de la première promotion en 2010. Elle est ensuite professeure de lycée.

### Carrière politique
Elle commence sa carrière politique au sein du Rassemblement démocratique du peuple camerounais, pour lequel elle est élue députée lors des élections législatives de 2013. Elle est alors la benjamine de cette neuvième législature, et marque une rupture avec l'absence de femmes députées dans le Mayo-Tsanaga. Réélue en 2020, elle est membre de la commission des affaires culturelles, sociales et familiales, de la 10ème législature de l'Assemblée du Cameroun.